# Нурбану-султан
Нурбану-султан (тур. Nurbanu Sultan;1525 — 7 грудня 1583), також Нурубану-султан (тур. Nurubanu Sultan— улюблена наложниця султана та пізніше законна дружина Селіма ІІ(носила титул Хасекі-султан), мати Мурада III; Перший офіційний носій титулу валіде-султан та перша валіде-султан періоду Жіночого султанату.
Нурбану, яка ймовірно походила з двох впливових венеційських родів[⇨], потрапила до гарему майбутнього султана Селіма II у період між 1542 та 1544 роками, коли він служив санджакбеєм Коньї. У 1546 році Нурбану народила шехзаде Селіму першого сина, шехзаде Мурада, і до сходження Селіма на престол вона залишалася матір'ю єдиного спадкоємця і, мабуть, його єдиною хасекі[⇨]. У 1566 році коли Селім став султаном, сама Нурбану очолила султанський гарем як мати старшого спадкоємця. Вона залишалася у фаворі у султана протягом усього правління Селіма II, незважаючи на те, що більше дітей не народжувала.
Після смерті Селіма II на трон зійшов син Нурбану Мурад III, який дав матері новий титул - валіде-султан.  Нурбану стала першим офіційним носієм цього титулу і першою валіде-султан періоду Жіночого султанату.  Крім керування гаремом[⇨] та заняття благодійністю[⇨], Нурбану, завдяки любові та повазі Мурада III, активно втручалася в політику сина, а також листувалася з іноземними правителями, зокрема з венеційським дожем та французькою королевою-матір'ю Катериною  Медічі[⇨]. При Нурбану в султанському палаці поширилося хабарництво та вплив євреїв, зокрема близькими з матір'ю султана були Естер Хандалі, кіра Нурбану та сімейство Насі[⇨].
Коли Нурбану померла у 1583 році, Мурад III, всупереч традиціям, особисто взяв участь у похороні.  Крім того, за розпорядженням Мурада III, його мати була похована поряд із його батьком у комплексі мечеті Ая-Софія. Таким чином, Нурбану стала першою наложницею султана, похованою поруч зі своїм паном, а сам Мурад цим вчинком визнав свою валіде повноправним членом правлячої династії[⇨].

## Біографія

### Походження
Ільхан Шахін, автор статті про Нурбану-султан в «Ісламській енциклопедії», наводить кілька версій походження цієї жінки. Згідно з першою, її справжнім ім'ям було Сесилія, вона народилася на острові Парос між 1525 і 1530 роками і була дочкою Ніколо Веньєра, венеційського адміністратора Паросу, і Віоланти Баффо. Сесилія була взята в полон Барбароссою Хайреддіном-пашею під час експедиції на острови в 1537 році і доставлена до палацу як наложниця. Також Шахін пише, що належність Нурбану до сімей Веньєр і Баффо ґрунтується лише на відомостях, переданих сенату Хасаном Чаушем, якого Селім, який тоді ще носив титул шехзаде відправив до Венеції з секретною дипломатичною місією в жовтні 1559 року, і не підтверджується  іншими джерелами. Згідно з іншою версією, наведеною Шахіном, вона потрапила в полон у семирічному віці під час війни у жовтні 1537 року, належала до грецької родини з села Ассуматі на острові Корфу під владою Венеції і при народженні носила ім'я Калі. Крім того, згідно з третьою версією, Нурбану належала до сім'ї Квартані - багатого і знатного венеційського роду з Корфу. Стефан Герлах висував обидві версії як про походження Нурбану з острова Корфу, так і про її походження з острова Парос, називаючи її то грекинею, то венеційкою. Бенджамін Арбель у своїй статті "Нур Бану (1530-1583) - султанка-венеційка" стверджує, що вона була родом з острова Корфу.
Згідно з турецьким істориком Недждетом Сакаоглу та американським професором історії Леслі Пірс, Нурбану була незаконнонародженою дочкою із знатного венеційського роду, яка з'явилася на світ за деякими даними в 1525 році і звали її Сесилія Веньєр-Баффо. Сакаоглу зазначає, що, згідно з легендою, серед усіх заточених у трюмі полонянок, взятих у полон під час набігів на береги Середземномор'я, Барбаросса Хайреддін-паша вибрав Баффо і вважав її за гідну Селіма II. Проте і Сакаоглу, і Шахін сходяться на думці, що наявної інформації недостатньо, щоб достовірно визначити походження Нурбану. Ентоні Олдерсон у своїй книзі "Структура Османської династії" також припускає, що Нурбану могла бути венеційкою із родини Веньєр-Баффо.
Турецький історик Чагатай Улучай висловлював версію про італійське та єврейське походження Нурбану.  Османський історик Ахмет Рефік Алтинай, автор книги «Жіночий султанат», висунув версію про єврейське походження Нурбану, ґрунтуючись на тому факті, що вона залучала до державного управління євреїв. Але Ільхан Шахін вважав, що ця версія не має серйозних підстав.

### Фаворитка спадкоємця

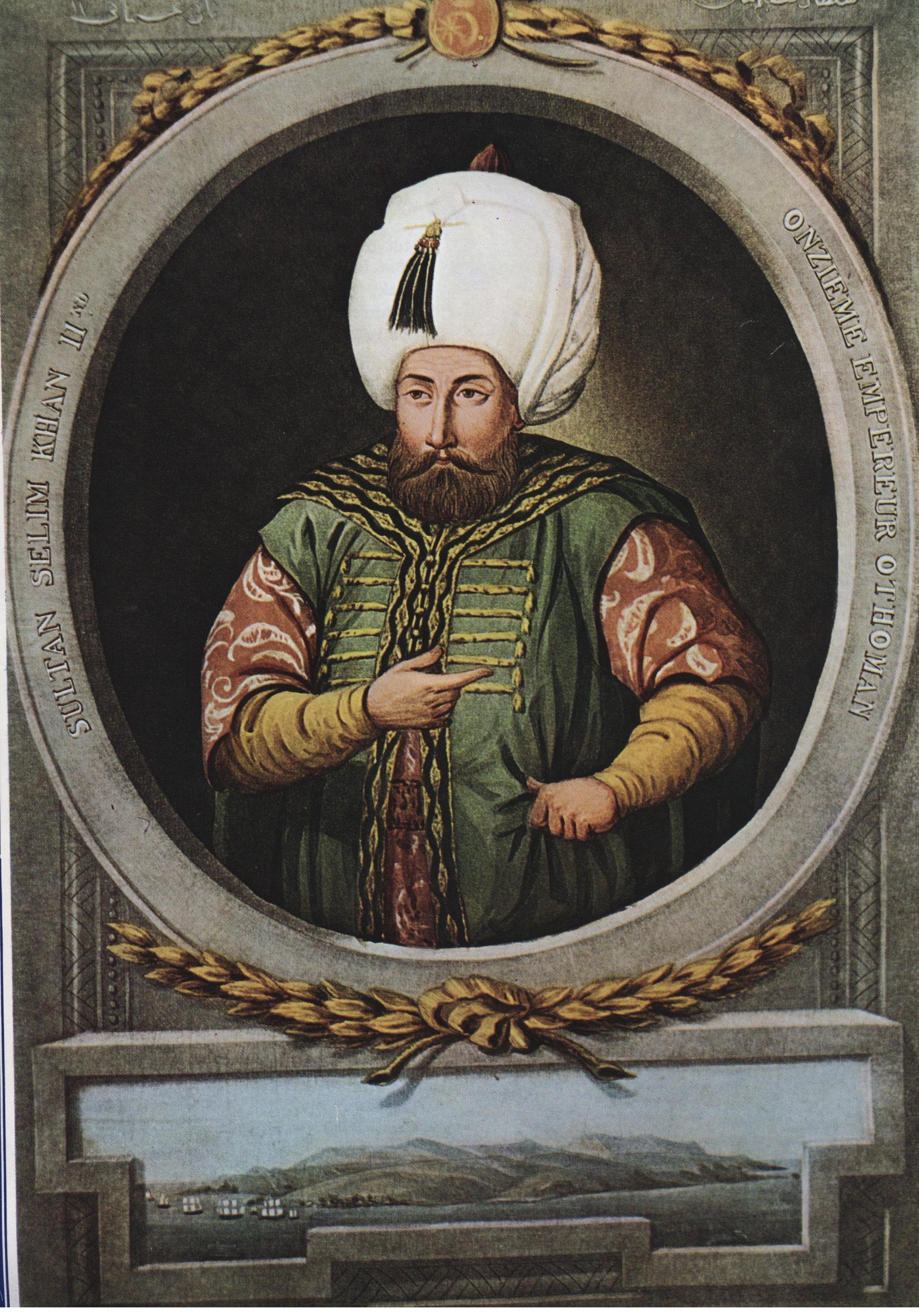
Селім II, чоловік Нурбану-султан

Ільхан Шахін зазначав, що Нурбану змогла виділитися серед інших наложниць у палаці своєю красою та неабияким розумом.  Ймовірно, вона зайняла місце в гаремі тоді ще шехзаде Селіма, коли в 1543 році він вирушав зі Стамбула в Конью як санджакбей. На думку Сакаоглу, Нурбану потрапила до гарему шехзаде не раніше 1542 року в Коньї або вже в 1544 році в палаці в Манісі. Схиляючись до першої версії, Сакаоглу зазначав, що спільне із Селімом проживання Нурбану в Коньї та Манісі тривало 14 років. Чагатай Улучай вважав, що Нурбану потрапила до гарему Селіма, коли він був санджакбеєм Маніси. В 1546 році в Манісі Нурбану народила майбутньому султану першого сина та спадкоємця — шехзаде Мурада.
Шехзаде Мурад був єдиним сином Селіма до його сходження на престол і, хоча венеційський посол писав, що шехзаде Селім був вельми «хтивий», то коли він був спадкоємцем престолу якщо і мав інших наложниць, то дітей в цей період народжувала тільки Нурбану. Крім того, Леслі Пірс писала, що той факт, що Нурбану народила ще кількох дітей говорить про те, що Селім намагався зробити ще спадкоємців з однією наложницею. Оскільки мати шехзаде Селіма Хюррем-султан не вирушила із сином у провінцію, коли його було призначено санджакбеєм, Нурбану як головна наложниця шехзаде очолила його гарем.
У 1558 році після смерті Хюррем-султан султан Сулейман I, сподіваючись погасити ворожнечу між Селімом та його братом Баязидом, відправив Селіма спочатку до Кютах'ї, а потім до Коньї. На той час син Нурбану шехзаде Мурад досяг віку вступу на посаду санджакбея і був відправлений дідом керувати Акшехіром. Чи поїхала Нурбану із сином Мурадом чи залишилася із Селімом — невідомо.  Згідно з Шахіном, підкреслюючи своє венеційське походження, під час боротьби за трон Селіма з Баязидом Нурбану зв'язалася з венеційями, щоб ті підтримали шехзаде Селіма. Сакаоглу писав, що під час вирішальних моментів протистояння братів Нурбану, ймовірно, використовувала різноманітні методи, щоб захистити Селіма та посадити його на трон. Так, серед гардеробу палацу-музею Топкапи зберігається сорочка-оберіг Селіма II, розписана дервішем Ахмедом бін Сулейманом у 1565 році - в останній рік його перебування у статусі шехзаде. Фахівці вважають, що цю сорочку та ще одну схожу, що належала Мураду III, наказала виготовити для чоловіка та сина сама Нурбану.

### Башхасекі султана
Шахін писав, що у 1566 році, коли Селім став султаном, сама Нурбану очолила гарем як мати старшого спадкоємця султана. Коли Нурбану прибула до Стамбулу з гаремом Селіма, венеційський посол Джакопо Соранцо писав: «Хасекі… за чутками, надзвичайно улюблена і шанована Його Величністю як за її неймовірну красу, так і за надзвичайний розум».  Сакаоглу зазначав, що Нурбану отримала статус «башхасекі» — головної фаворитки; вона не  дотрималася звичаю, за яким матері супроводжували своїх синів у санджаки, і залишилася проживати в палацах Стамбула та Едірне разом із Селімом. Сакаоглу пояснював це тим, що Селім II, що пристрастився до випивки, міг померти будь-якої миті, тому Нурбану треба було перешкодити зійти на трон одному з тих шехзаде, які залишалися в палаці. У статусі башхасекі вона пробула вісім років і два місяці. Головними подіями під час правління Селіма II стали завоювання Кіпру в 1570-1571 роках і бій під Інебахти - обидва рази Селім бився з Венецією.  Сакаоглу вважав, що таким чином твердження про те, що Нурбану була венеційкою, втрачає позиції: вона тісно співпрацювала з євреєм Йосипом Насі, який розхвалював якості вина і підштовхував Селіма-п'яницю до завоювання Кіпру. Співробітництво це нібито ґрунтувалося на спільній вигоді та спільному  походженні. 
На думку Леслі Пірс, коли Селім став султаном, було очевидно, що його спадкоємцем буде шехзаде Мурад; така ситуація допомагала уникнути війни за владу в період султанату Селіма II, проте ставила під загрозу існування династії загалом, якщо Мурад та його малолітній син загинуть. У цьому Селім став дотримуватися правила «одна наложниця — один син» і за 8 років правління обзавівся шістьма синами, у тому числі лише один помер за життя батька. Весь цей час Нурбану залишалася у фаворі у султана, хоча більше не народила Селіму жодної дитини; мабуть, після його сходження на престол чи раніше жінка зовсім перестала бути його сексуальним партнером. Згідно з Леслі Пірс, подібно до свого батька, Селім вирішив офіційно одружитися: Джакомо Рагаццоні у своєму донесенні венеційському сенату від 1571 писав, що «Султан Амурат [Мурад, старший син Селіма], 22 років, талановитий і добре освічений, ретельно дотримується релігійних обрядів, тому дуже улюблений всіма та своїм батьком Великим Сеньйором, всупереч традиціям османів. Шість місяців тому його батько Синьйор як знак кохання зробив чебін, що означає, що він взяв у законні дружини матір [принца] ,черкеску[sic], і дарував їй посаг у розмірі 110 тисяч дукатів, бажаючи обійти свого батька, який дав  у посаг лише 100 тисяч матері Селіма».  Пірс вважала, що, як і весілля Сулеймана і Хюррем, шлюбна церемонія султана і Нурбану не висвітлювалася в османських джерелах. Проте згідно з Ентоні Олдерсоном, після 1520 османські султани уклали лише три офіційні шлюби і союзу Селіма II і Нурбану серед них немає.
Сакаоглу зазначав, що ніяких даних про Нурбану, коли вона була хасекі Селіма II немає: невідомо, чи намагалася вона протягом правління Селіма II стати його законною дружиною, наскільки сильним був її вплив на падишаха, чи був у неї власний тріумвірат, як і в  Хюррем, чи втручалася вона у відносини султана з іншими хасекі, які саме питання вона вирішувала завдяки зверненим в іслам єврейкам, які називалися «кірами», які ще за правління Хафси-султан отримали доступ до гарему і хасекі та виконували роль  свого роду зовнішнього повіреного. Пірс пише, що до кінця правління Селіма II хасекі почала отримувати «11 сотень акче на день», тоді як інші фаворитки отримували лише сорок акче. Згідно з Сакаоглу, найнадійніші відомості про Нурбану дає щоденник Стефана Герлаха.  У записі від 14 жовтня 1573 року він пише: «Дружина падишаха, яка родом із Корфу, проїхалася перед нашим караван-сараєм ескортом у 20 карет.  На її кареті не було додаткових прикрас. Як і інші карети, вона була оббита червоною тканиною. Тільки капелюшки цвяхів були вкриті золотом. Перед каретою йшли яничари в жовтих шапках і з аркебузами в руках. Найвищими чинами, що супроводжували карети, були чорношкірі євнухи. Жінки падишаха живуть у палаці, оточеному стінами та завбільшки з половину міста Тюбінген». Цей запис — одна з небагатьох відомостей, що стосуються років Нурбану як хасекі. 
Улучай зазначав, що Нурбану була впливова і втручалася у державні справи, коли була хасекі. Але Сакаоглу писав, що історичні хроніки не згадували про неї до 1574 року, оскільки під час недовгого султанату Селіма II влада була в руках султанського зятя Соколлу Мехмеда-паші, а сама Нурбану жила на два палаци, постійно переміщаючись між Стамбулом та Едірне. Немає ніяких письмових відомостей про гаремне життя цього часу. Сучасники Нурбану, зокрема Геліболулу Мустафа Алі у роботі «Сутність подій», розповідали про гарем як про місце гулянь з музикою, піснями та алкоголем: «Він загрузнув у гуляннях та випивці. Державні справи повністю у руках великого візира. Відкриті можливості для  хабарів».

### Валіде-султан

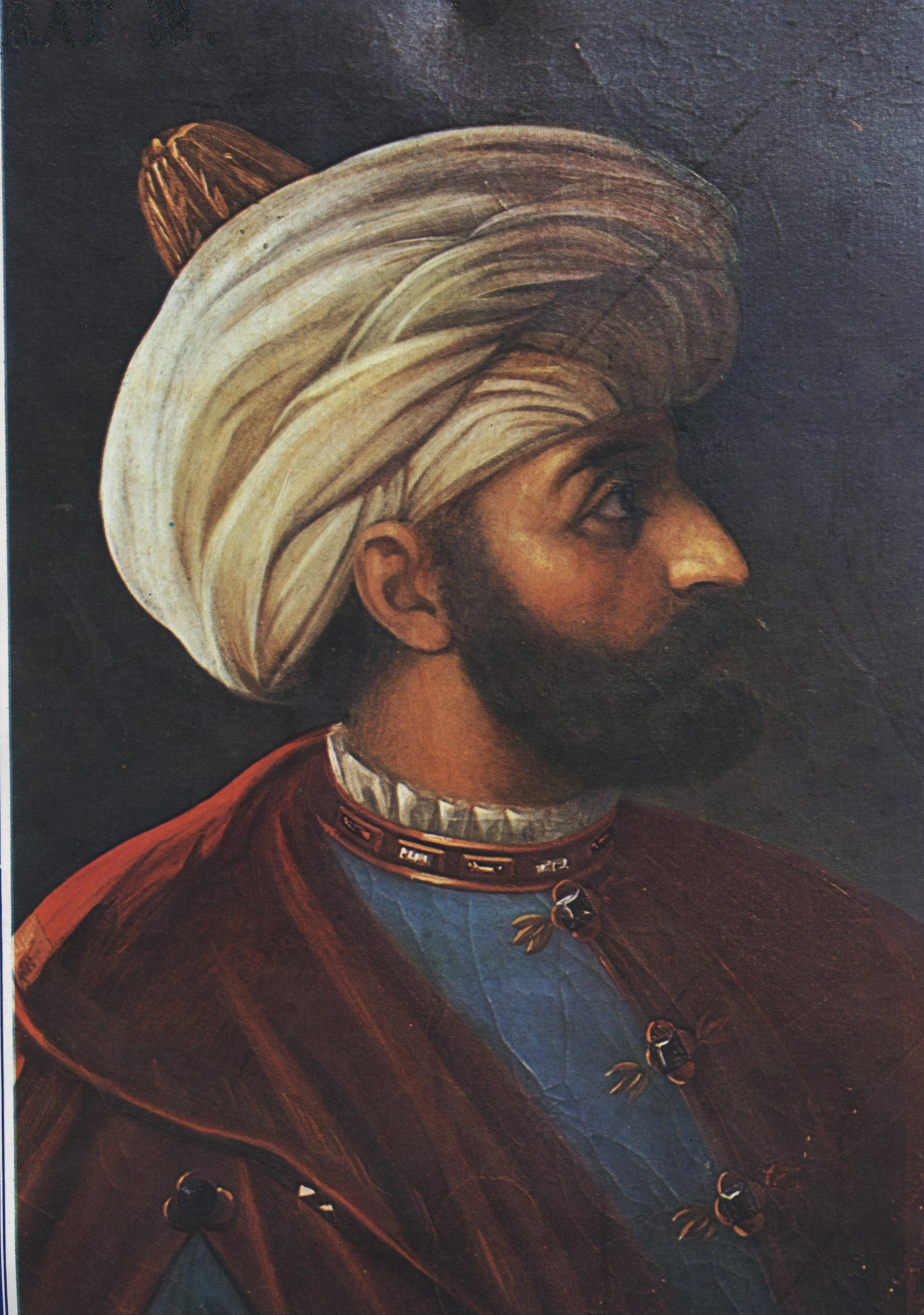
Мурад III. Син Нурбану

Після смерті Селіма II 15 грудня 1574 Нурбану взяла ініціативу в свої руки.  Її сучасник та османський історик Селанікі Мустафа-ефенді  писав, що «14 грудня Селім II ходив у сад при судноверфі і ділився своїми бідами з Шемсі-пашею, а коли він повернувся до палацу, впав у кому;  наступного дня — першого дня Рамадану — на світанку він помер. Було зібрано Диван-и Хюмаюн, на якому було вирішено, що „ця таємниця не повинна стати нікому відомою. За наказом валіде-султан Мурад-хана [Нурбану] його [Селіма II] тіло залишилося зберігатися на льоду.  Великий візир Соколлу в листі описав ситуацію шехзаде Мураду, який знаходився у Манісі. Він приїхав до Стамбула на кіліті Нішанджи Ферідун-бея. На восьмий день Рамадану в середу він зійшов на берег на гарматній пристані і чекав на великого візира у павільйоні султана Баязида. Разом вони увійшли до палацу, і після палацової присяги Мурад наказав задушити п'ятьох своїх братів. Після цього було організовано джюлюс і поховання». Як вважав Сакаоглу, очевидно, після успіху цієї операції, вплив Нурбану в гаремі тільки зміцнився. У свою чергу, успіх можна було пояснити її впливом  в палаці та гаремі, адже треба було зберегти тіло Селіма II у палацовому «холодильнику» — льоху, доручити зятю Соколлу Мехмеду-паші якнайшвидше доставити шехзаде Мурада до палацу, тиждень тримати палац  під контролем до його приїзду, і в ніч, коли її син зійшов на престол, задушити шехзаде, народжених іншими хасекі. Стефан Герлах так описував сходження Мурада III на престол: «З усіх жінок батька в палаці залишилася тільки одна [Нурбану], всі інші були відправлені до Старого палацу, на очах Мурада були задушені всі його молодші брати, найстаршому з них було 8 років.  Коли мати одного з цих шехзаде дізналася про смерть сина, вона покінчила життя самогубством - зарізалася».
Ставши матір'ю султана, Нурбану отримала титул валіде-султан. Леслі Пірс зазначала, що Нурбану стала першою матір'ю султана, яка офіційно отримала цей титул: раніше матері султанів в офіційних документах іменувалися як «матір султана…», або метафорично — «мехд-і улья» (тур. mehd-i ulya — «велика колиска»), «седеф-і дюрр-і салтанат» (тур. sedef-i dürr-i saltanat — «перламутрова перлина султанату») та «валіде-і саадет пенах» (тур. valide-i saadet penah —  "Мати притулку щастя"). У документах Мурада III Нурбану стала згадуватись як «моя мати-султанка» (тур. vâlidetim sultan), «валіде-султан» (тур. vâlide sultan), «прекрасна валіде-султан» (тур. atik vâlide sultan). Всі ці титули вона отримала завдяки тому, що зберегла трон померлого чоловіка для сина, який перебуває в Манісі, і не дозволила жодному з шехзаде, що знаходяться в палаці скористатися нагодою. З Нурбану почалася традиція проведення церемонії «валіде алаї» (тур. vâlide alai — «процесія валіде-султан»): під час цієї церемонії гарем нового султана на чолі з валіде-султан урочисто переїжджав зі Старого палацу до нового, з пишним ескортом проїжджаючи  по вулицях Стамбула. У цей час і під керівництвом Нурбану гарем став впливовим установою, вона грала значну роль у палаці, мала великий вплив на представників династії, і навіть на повсякденне функціонування життя і гарему. Чималу роль такому її піднесенню зіграла величезна повага Мурада III до матері. Таким чином, валіде-султан досягла високого статусу і стала важливим і невід'ємним членом Османської династії. Одним із показників влади Нурбану був той факт, що їй виділялася найбільша платня як серед членів династії, так і серед чиновників - 2000 акче в день.
Згідно з Шахіном, для особистих справ Нурбану користувалася послугами єврейки Естер Хандалі, яка отримала посаду кіри. Леслі Пірс писала, що Нурбану допомогла і синові Естер — ювеліру Соломону — у просуванні справи у Венеції. Крім того, валіде мала фінансові відносини з османським правителем островів герцогства Наксос Йосипом Насі, також євреєм за походженням. Можливо, саме завдяки цим зв'язкам поширювалися чутки про єврейське походження Нурбану. Серед служителів гарему найбільш близькими з валіде-султан були голова білих євнухів Газанфер-ага, мусахіп Шемсі-паша, кетхюда-хатун Джанфеда-хатун і скарбнича гарему Разіє-хатун.  Останні двоє, на думку Шахіна, служили Нурбану ще з часів її перебування в Манісі, Сакаоглу і Пірс ж вважали, що Джанфеда потрапила на службу до неї зі Старого палацу, коли мати Мурада вже була валіде-султан.
На зорі правління Мурада III в гаремі з'явилася наложниця Сафіє-султан, котра стала улюбленицею сина Нурбану.  У самої валіде стосунки з невісткою не складалися, оскільки згодом вплив Сафіє на чуттєвого Мурада лише зростав. Нурбану не вистачало підтримки дочки Есмехан-султан, яка жила в палаці Кадирга, і зятя Соколлу Мехмеда-паші, тому вона викликала зі Старого палацу Джанфеду-калфу і зробила її кетхюдою. У відповідь на це Сафіє-султан згодом привернула на свій бік скарбничу гарему Разіє-хатун. Ці дві групи не обмежувалися боротьбою за вплив на султана Мурада III, його управління державою та державну політику: вони також, за словами Геліболулу Мустафи Алі, «займалися хабарями». Усі виплати та призначення від тимарів аж до хасів та високих державних постів почали давати в обмін на хабарі. Нурбану була настільки прив'язана до Джанфеди, яка приносила їй цілі статки, що просила у сина Мурада у разі її смерті взяти жінку під свою опіку. Поза палацом правою рукою Джанфеди була Естер Хандалі. Сакаоглу припускає, що жінки були однієї національності, можливо, родички. Часто Нурбану та Естер дорікали в тому, що валіде-султан та Джанфеда за допомогою цієї кіри відкрили шлях до палацу хабарам від багатих євреїв та їх впливу на державні справи; деякі кіри, котрі розуміли політичний і торговий баланс сил і мали доступ до палацу, передавали хабарі для валіде і хасекі.
Сакаоглу наводить історію, згідно з якою в останні роки життя Нурбану виявилася причетною до палацового вбивства. Один із палацових вартових Ридван-ага, який забезпечував зв'язок гаремних жінок із зовнішнім світом, завоював довіру валіде-султан і став відповідати за супровід у палаці торговців коштовностями. Якось єврейка, що прийшла з Ридваном після того, як показала принесене, вийшла з гаремних воріт, минула Середні ворота і зникла на церемоніальній площі.  Ридвана затримали, обшукали та виявили коштовності зниклої єврейки, зашитими у підкладку його одягу. Її тіло виявилося у амбарі для дров. Ридван під тортурами зізнався, що до цього вбивства його змусила Нурбану-султан. Злочинець був страчений, але чутки з цього приводу переслідували валіде дуже довго як у палаці, так і у всьому Стамбулі. Ймовірно, після цієї ганьби валіде-султан виїхала з Топкапи і переїхала в садовий палац падишаха в Єнікапи, збудований за її наказом, або ж у Старий палац. У результаті, як пише Стефан Герлах, 16 квітня 1577 року Мурад III переїхав зі Старого палацу, де знаходилися його гаремні покої, до палацу «на березі [Єнікапи], де не розлучався зі своєю матір'ю-грекинею родом з Пароса». В іншому місці свого щоденника він вказує, що падишах хотів віддалити від себе валіде-султан і розмістити її в Старому палаці, тому що ця «розумна жінка зробила йому попередження з приводу помилування тих, хто провинився».

### Іноземні зв'язки
У повідомленнях послів міститься велика інформація про тісні політико-дипломатичні контакти Нурбану-султан з венеційцями. Венеційський посланець Паоло Контаріні в 1583 писав, що Нурбану висловлює прихильність Його Світлості і посилає йому багато дарів. У відповідь у тому ж 1583 році венеційський сенат виділив валіде за її дружбу подарунків на суму 2000 венеційських золотих монет. Згідно з іншим звітом, незадовго до смерті Нурбану запобігла можливому нападу Османської імперії на Крит і попередила каптан-и дерью Килич Алі-пашу, щоб він не починав війну проти Венеції. Леслі Пірс зазначала, що листи венеційцям написані сухою діловою мовою і представляють її в цих відносинах домінуючим діловим партнером; найчастіше в листах перераховувалися подарунки, передані кожній із сторін, подяки за них, а також рекомендації тієї чи іншої людини на будь-яку посаду. Крім того, в цих листах валіде-султан клопоталася за мусульман, які перебували в полоні: так, вона просила звільнити мусульман, які потрапили в полон до князя Палермо після битви при Лепанто в 1571.
Пірс вважала, що валіде підтримувала дипломатичні відносини з кількома представниками європейських королівських династій. Але найбільш відоме її листування з французькою королевою-матір'ю Катериною Медічі; у листуванні обговорювалися такі теми, як розвиток добрих відносин між французьким двором і османським двором, і навіть відновлення торгових угод.

### Смерть
На думку Леслі Пірс, з усіх султанів, які правили після Сулеймана I, Мурад більше чим інші був прив'язаний до своєї матері і потребував її порад.  Згідно з повідомленням венеційського посланця Паоло Контаріні, відправленого сенату незадовго до смерті Нурбану в грудні 1583 року, мати Мурада III була тією людиною, на яку він найбільше покладався.  Контаріні писав: «[Він засновував] свої політичні переваги на порадах матері, йому здавалося, що він не може прийняти нічию пораду, крім тих, хто був коханий і відданий його матері, звідси і пошану, яку він виявляв їй, і шанування, яке  він підтримував за її незвичайні якості та безліч переваг». Коли Нурбану була на смертному одрі, Мурад заявив, що став сиротою і більше не буде кому підтримувати його під час складнощів правління. Остання порада Нурбану, дана нею Мураду, згідно з байлом Джованні Франческо Моросіні, була «найрозумнішим і завбачливим застереженням щодо цього уряду, яке тільки могло виходити від доброго, інтелігентного і неперевершеного державного діяча». Вона закликала свого сина особливо уважно ставитися до трьох питань: забезпечити швидше і неупереджене правосуддя щодо його підданих, стримувати його природну жадібність до золота і грошей і, перш за все, стежити за відносинами свого сина.

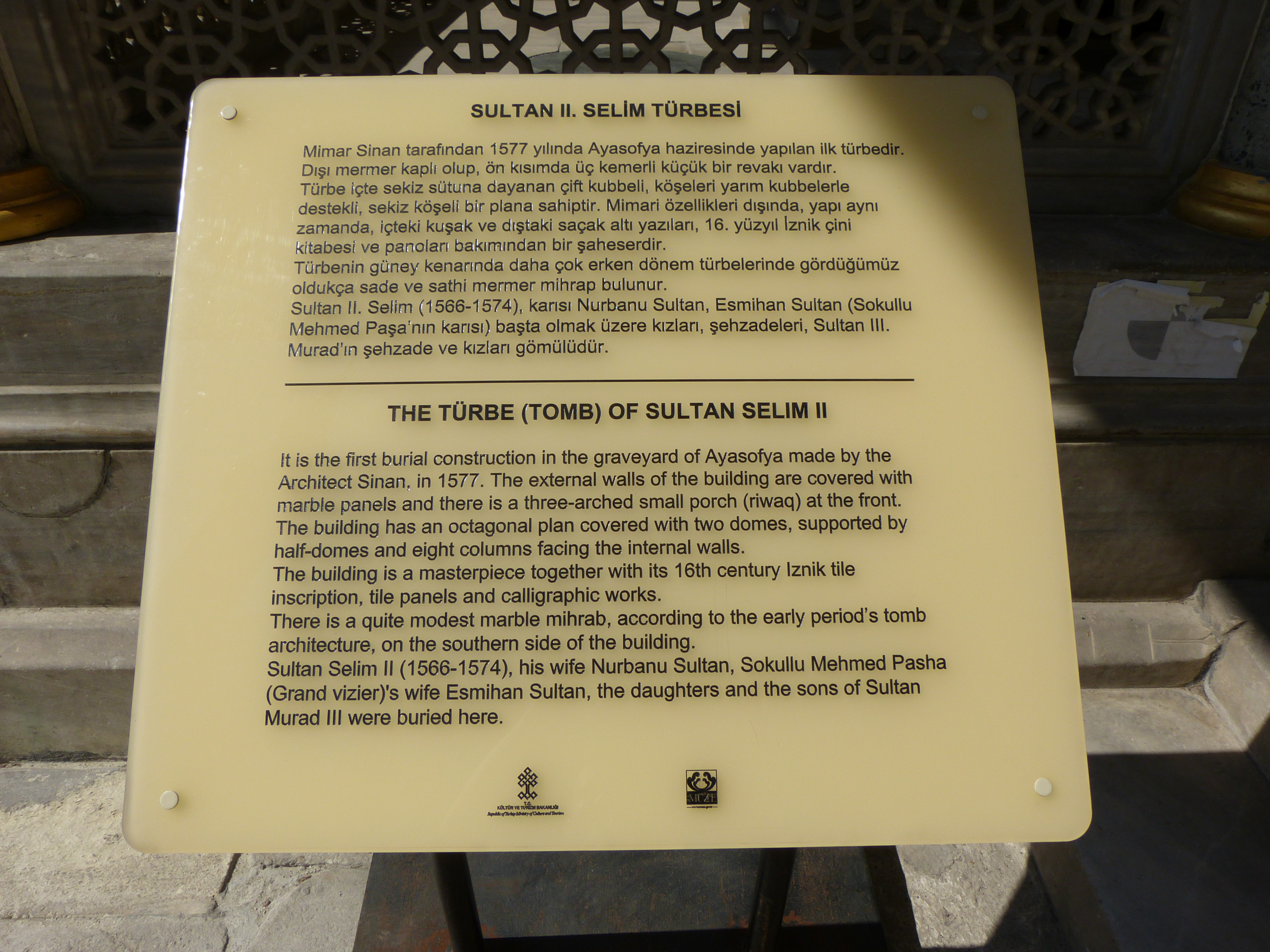
Інформаційна табличка в тюрбе Селіма II в мечеті Ая-Софія, де похована Нурбану

Нурбану-султан померла 7 грудня 1583 року в Садовому палаці в Єнікапи. Нурбану, яка відрізнялася від інших матерів султанів за життя, отримала екстраординарні почесті і після смерті. Згідно з османською традицією, султан не брав участі в похоронах матері за межами палацу, проте Мурад III пішки супроводжував труну з тілом матері, яка мала бути доставлена до мечеті Мехмеда Завойовника для читання похоронної молитви. Вибір саме цієї мечеті — найвіддаленішої з усіх султанських мечетей від палацу, було зроблено усвідомлено: таким чином Мурад розраховував, що за душу його матері молитиметься більше людей, ніж це могло бути у прилеглих мечетях, а також їй будуть віддані найбільші почесті від  приїжджих та мешканців Стамбула. Згідно з Селаніки, «весь світ» стікався в мечеть на похоронну молитву: «У 991 році 22-го Зількаде в середу [7 грудня 1583] у палаці Багче-сарай в районі Єнікапи добросердечна і добродушна мати Хазреті Падишаха відійшла в інший світ. Біля труни були всі богослови, шейхи, державні чиновники, Падишах теж був у жалобній сукні, в очах його були сльози. Потім у мечеті султана Мехмед-хана [Фатіха] у присутності народу було здійснено намаз. Падишах після цього залишив церемонію та повернувся до палацу. Інші супроводили тіло до Ая-Софії і поховали тіло у тюрбе із султаном Селімом [II]. Усі 40 днів по черзі візирі та кадії вдень та вночі продовжували читати Коран, здійснювати намази та перебирати чотки. Біднякам і нездатним працювати було роздано милостиню». Письменники написали епітафії, історики записали дату її смерті, що випадає на 991 рік за Хіджре (1583), фразою «валіде-султан спочила з миром». Незвичайність такого похорону підтверджується тим фактом, що в бібліотеці палацу-музею Топкапи існує лише одне зображення похорону жінки — мініатюра роботи Сейїда Локмана в «Шехіншахнаме», що зображує похорони Нурбану.

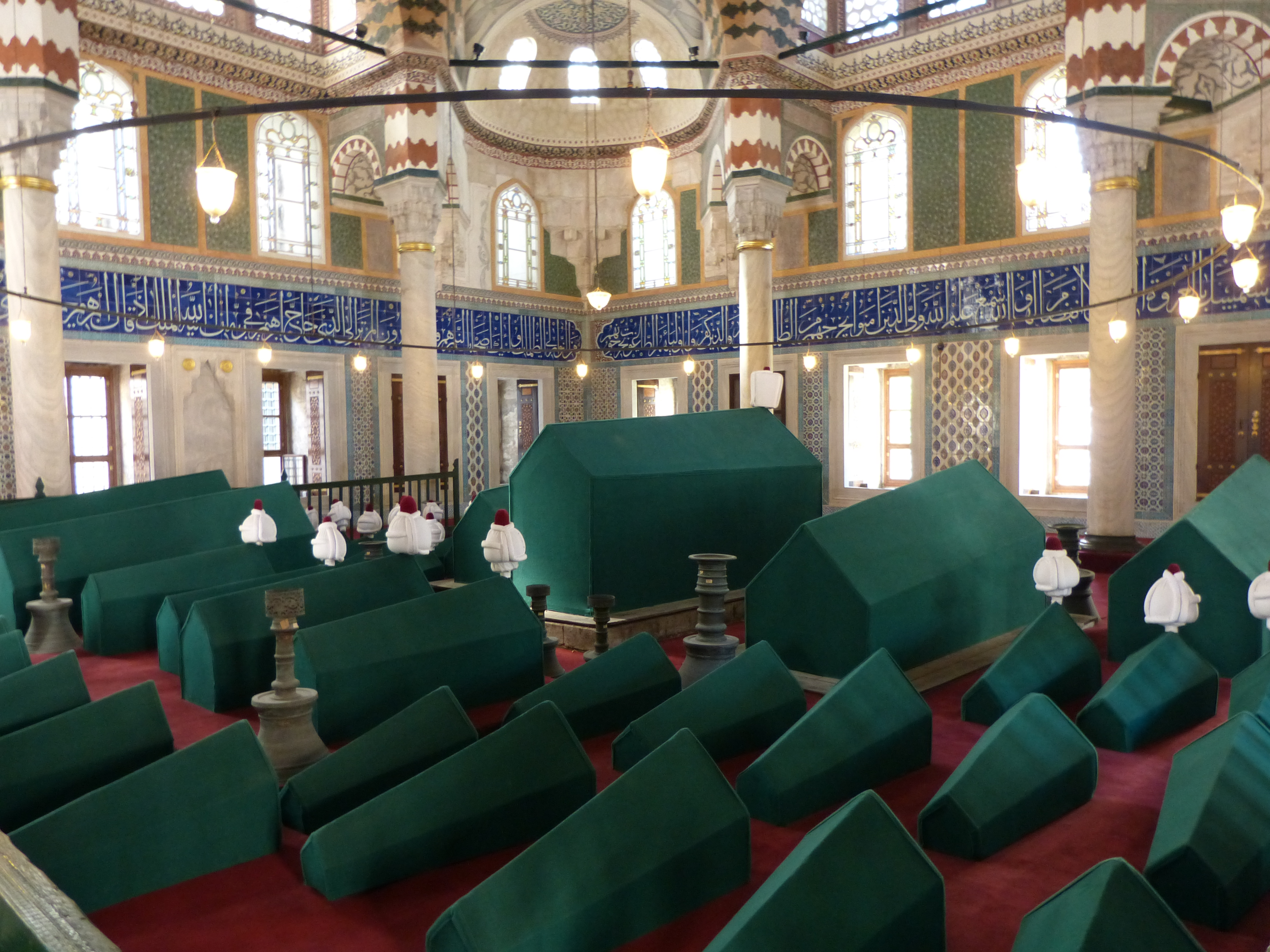
Мавзолей Селіма II

Незвичайним було й місце поховання жінки: за розпорядженням Мурада III, його мати була похована поряд із його батьком у комплексі мечеті Ая-Софія; могила Нурбану розташовувалася майже в центрі мавзолею пліч-о-пліч з чудовою могилою Селіма II, який помер дев'ятьма роками раніше. Нурбану стала першою наложницею султана, похованою поряд зі своїм паном. Цим вчинком Мурад визнав свою валіде повноправним членом правлячої династії, і навіть те, що він веде своє походження як від султана Селіма II, так і від Нурбану-султан. Поховання Нурбану змінило традицію поховання членів династії, згідно з якою з середини XV століття султани були одноосібними «господарями» своїх мавзолеїв.

## Благодійність

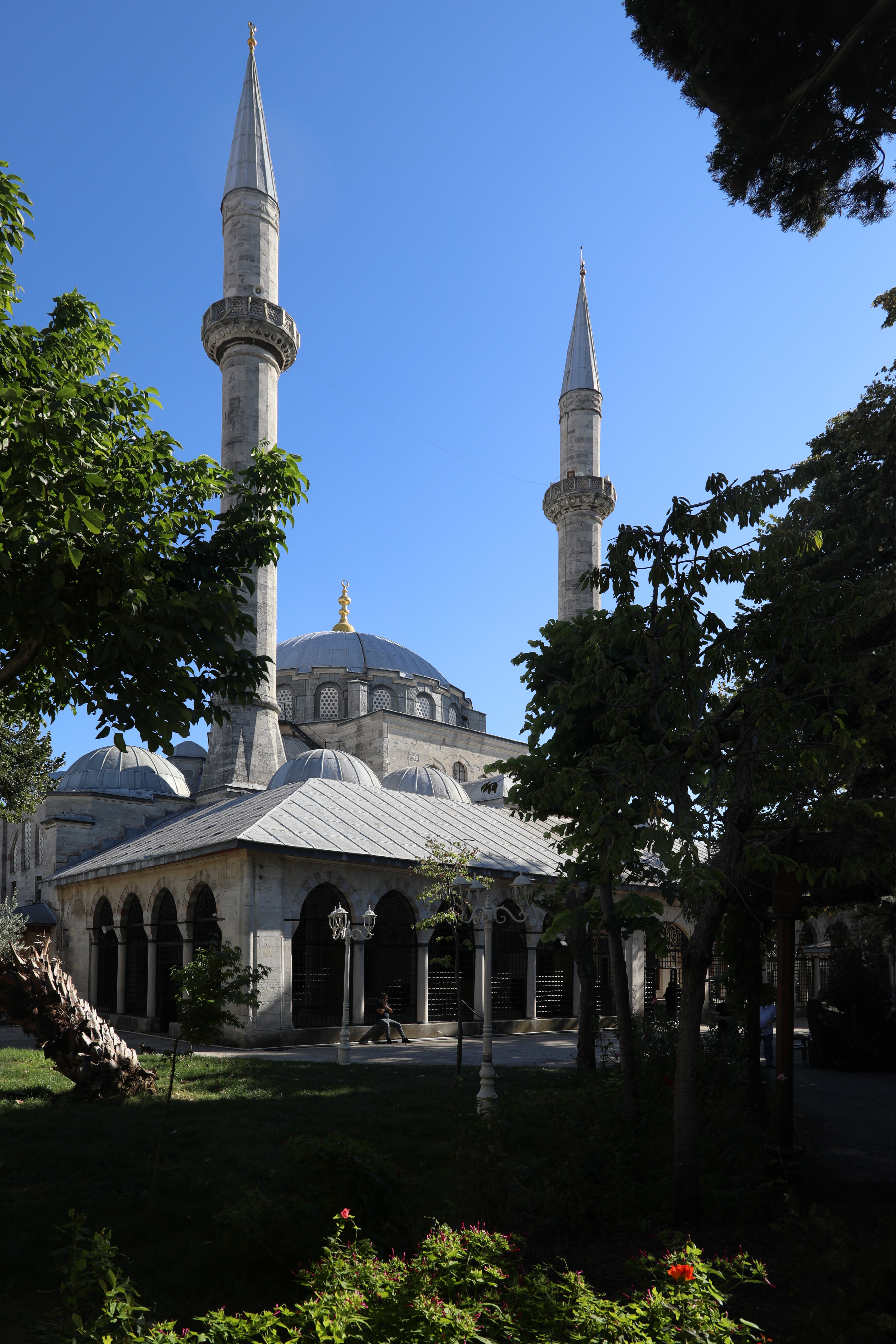
Мечеть Атік Валіде, побудована Нурбану-султан

Однією з прерогатив дружин і матерів султанів вважалося будівництво мечетей та благодійність. Нурбану на свої особисті надходження та прибуток від хабарів у Топташі в Ускюдарі збудувала мечеть і кілька будівель при ній, які пізніше були названі комплексом Атік Валіде: мечеть з двома мінаретами та одним ажурним балкончиком (шеріфе), шадирван (фонтан для обмивання), медресе, школа для вивчення хадісів (дарюльхадіс) та школа для трактування Корану (дарюлькурра), лікарня (дарюшшифа), мектеб, імарет, караван-сарай для мандрівників, подвійний хамам, свічкова майстерня та фонтан біля дверей лікарні. При комплексі Атік Валіде було відкрито бібліотеку, яка стала першою в Османській імперії бібліотекою, створеною жінкою. Камінь, необхідний для будівництва комплексу та мечеті Атік Валіде, був закуплений у місцях, близьких до Стамбула, — зокрема, в Ізніку та Галліполі, а деревина — у Сапанджі та Ізніку. Щоб забезпечити роботу комплексу, було створено вакф, якому було пожертвовано податкові надходження району Єніїл, що охоплював велику територію у південній частині Сівасу та закріпленого за Нурбану. Ця мечеть стала першою в столиці мечеттю з двома мінаретами, збудованою жінкою.  Окрім цього, Нурбану домоглася того, щоб будівництво мечетей у столиці стало султанською прерогативою: раніше право на таке будівництво мав лише султан, який мав титул «газі» (тур. gazi), тобто особисто брав участь у військовому поході.

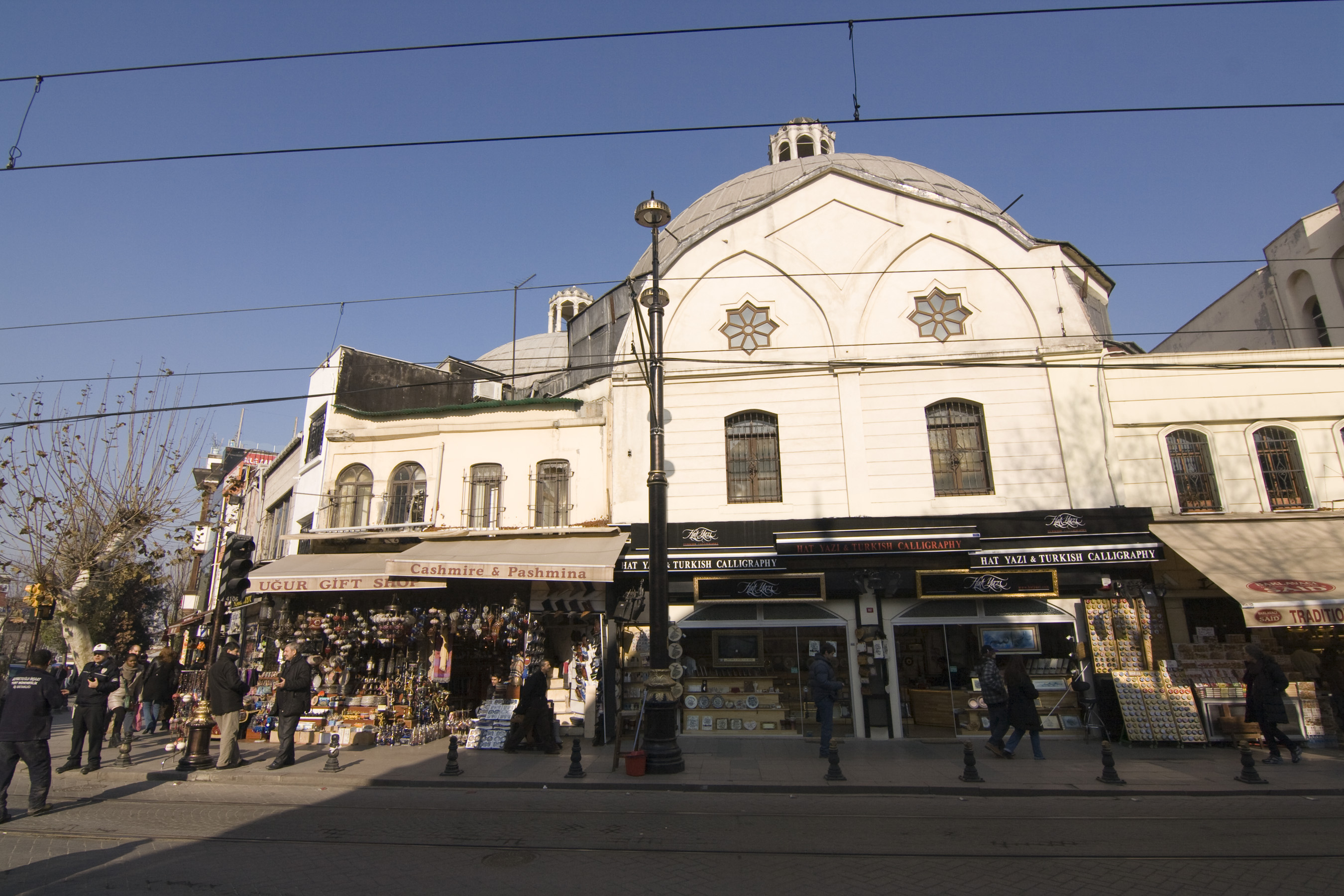
Хамам, побудований Нурбану в Чемберліташі

Також Нурбану-султан стала засновником месджидів в Алемдазі та Мерджані, лазень в Ешільдіреклі, в Ускюдарі, в Чемберліташі на Диванйолу, в Ланзі в Аксараї, а також кількох безкоштовних їдалень. Всі ці споруди вона перевела на баланс вакфу мечеті Атік Валіде.
Сакаоглу зазначав, що відомі автори, такі як Ахмет Рефік Алтинай — автор класичних творів «Жіночий султанат» та «Кизлар Агаси», які описували гаремне життя падишахів і тему жіночого султанату на межі історії та роману, зазвичай зображували Нурбану в сутичці з невісткою, а Мурада III - як ласого на жінок і зануреного у хабарях і корупції султана, тому оминали внесок Нурбану в архітектуру Стамбула і особливо Ускюдару.

## Діти
Цілком точно дітьми Нурбану були майбутній султан Мурад III, народжений в 1546, і дочка Есмехан-султан, на рік старше шехзаде.
Ільхан Шахін також називає дітьми Селіма від Нурбану Шах-султан та Гевхерхан-султан. Окрім того, він зазначає, що першою дитиною шехзаде Селіма була дівчинка, яка народилася в Коньї, але імені її Шахін не називає, як і не вказує, чи була Нурбану її матір'ю. Недждет Сакаоглу писав, що вона була матір'ю лише однієї з однолітків — Шах-султан  чи Гевхерхан-султан, народжених 1544 року.
Леслі Пірс вказує серед дітей Нурбану ще трьох дочок: Шах-султан і Гевхерхан-султан, народжених до 1546, і Фатму-султан, народжену приблизно в 1559 році. Чагатай Улучай вказує дочками Шах-султан (1544), Фатму-султан і, ймовірно, Гевхерхан-султан (1544).

## Образ у культурі
У літературних творах Нурбану зазвичай описується як негативний персонаж періоду Жіночого султанату. Алі Кемаль Мерам у «Матері Падишахів», називаючи Нурбану «єврейкою Рахель», пише: «Єдина жінка повністю заволоділа почуттями та життям Селіма. Ця жінка була єврейкою Рахель. Він до нестями закохався в неї. У Селіма II народилася дитина від єврейки Рахель». Немет Арзик, який умовно дотримується балансу між вигадкою та історичними фактами, у своєму творі «Іноземні султанки в Османському палаці» заповнив цей інформаційний вакуум м'якше: «За життя скромного і м'якого Селіма II Нурбану не виявляла своєї дикої натури. Для неї Падишах був дійною коровою. Від нього вона отримувала, що хотіла, Селім навіть не розумів цього, тому що його, окрім їжі, випивки та мечеті Селіміє більше нічого не цікавило. Державою керував Соколлу Мехмед-паша. Нурбану своєму захиснику Селіму так і не змогла пробачити війни з Венецією. Можливо, наступних дітей після Мурата вона народила, бо так треба. Вона напевно відчувала себе рабинею, носячи їх під серцем…»
Нурбану-султан є одним із головних персонажів 4-го сезону турецького історичного телесеріалу «Величне століття»; Тут розповідається історія Нурбану в період від потрапляння до гарему до сходження шехзаде Селіма на престол. Її роль виконала турецька акторка Мерве Болугур.